# Краншабан
Краншаба́н (фр. Cramchaban) — коммуна во Франции, находится в регионе Пуату — Шаранта. Департамент коммуны — Шаранта Приморская. Входит в состав кантона Курсон. Округ коммуны — Ла-Рошель.
Код INSEE коммуны — 17132.

## Население
Население коммуны на 2010 год составляло 611 человек.
| 1962 | 1968 | 1975 | 1982 | 1990 | 1999 | 2010 |
| ---- | ---- | ---- | ---- | ---- | ---- | ---- |
| 559  | 619  | 503  | 534  | 516  | 514  | 611  |